# SEAT 600
El Seat 600 va ser la versió espanyola del Fiat 600. El disseny va ser obra del prestigiós i conegut enginyer Dante Giacosa (1905-1996) i va ser presentat al públic per primera vegada al Saló de l'Automòbil de Ginebra de 1955.

## Història
Tot i que inicialment se'n van importar uns pocs exemplars, SEAT va iniciar-ne la producció en 1957 a la Zona Franca de Barcelona sobre la base del model italià, i se n'inicià la venda el 27 de juny de 1957. Fins al 3 d'agost de 1973, quan es va deixar de fabricar, se'n van produir més de 790.000 unitats, amb la qual cosa es va convertir en el primer automòbil produït en massa a l'estat espanyol, sent considerat el cotxe que va motoritzar el país.
Quan va sortir al mercat costava 71.400 pessetes (65.000 més 6.400 d'impostos), uns 430 euros. Inicialment, va ser el cotxe al que podia accedir la classe mitjanaque no es podia permetre adquirir vehicles de prestacions superiors com el Seat 1400 que costava gairebé el doble, 144.600 pessetes (uns 869 €); la renda per capita a Espanya era d'unes 18.472 pessetes (uns 111 €).
La demanda va ser tan gran que calia esperar mesos per obtenir-lo; en el mes de març, tres mesos abans del llançament, ja hi havia 300 000 comandes realitzades. El 1958 la seva producció es multiplicà gairebé per cinc, al passar de gairebé 2.600 unitats a més de 12.000 unitats. Cal tenir present que el 1950 el parc automobilístic a Espanya era d'unes 100.000 unitats; és a dir, uns 3,1 vehicles por cada 1.000 habitants. Amb el temps es va convertir en un cotxe popular i posteriorment objecte de desig de col·leccionistes i aficionats als automòbils clàssics.
La primera versió, coneguda com a Normal o N, tenia els intermitents davanters sobre les aletes, al costat del capot, i va ser substituït en 1963 pel Seat 600D, la versió amb més exemplars produïts (418.035), que havia incrementat la seua cilindrada fins als 767cc. En 1970 es presenta el Seat 600E, amb els fars i els pilots més grossos que ja incorporava des de feia uns anys el Fiat 600D i les portes que s'obrien de forma convencional i no al revés com les versions anteriors que tenien les frontisses al darrere i el pany al davant.
A banda de les versions convencionals, també es van produir models com el comercial, el descobert, i la Formichetta, una furgoneta derivada de la berlina. Entre 1964 i 1967 es van produir unes 18.000 unitats de la versió de quatre portes, anomenada Seat 800, que era 180mm més llarga i no tenia paral·lel a la gamma FIAT.
Des de 1967 va conviure amb el Seat 850, derivat del mateix 600, més espaiós i potent, però no va ser fins a l'arribada del Seat 127, un tracció davantera modern i pràctic presentat en 1972, que el 600 no va tenir un veritable substitut com a model "supervendes" de la marca.